# Point of Ayre, Skottland
Point of Ayre är en udde i Storbritannien.   Den ligger i kommunen Orkneyöarna och riksdelen Skottland, i den norra delen av landet, 800 km norr om huvudstaden London.
Terrängen inåt land är platt.  Närmaste större samhälle är Kirkwall, 19,2 km väster om Point of Ayre. 